# Motojama Maszasi
Motojama Maszasi (Fukuoka, 1979. június 20. –) japán válogatott labdarúgó.
A japán válogatott tagjaként részt vett a 2004-es Ázsia-kupán.

## Statisztika
| Japán válogatott | Japán válogatott | Japán válogatott |
| Időszak          | Mérk.            | gól              |
| ---------------- | ---------------- | ---------------- |
| 2000             | 3                | 0                |
| 2001             | 0                | 0                |
| 2002             | 0                | 0                |
| 2003             | 3                | 0                |
| 2004             | 12               | 0                |
| 2005             | 8                | 0                |
| 2006             | 2                | 0                |
| Összesen         | 28               | 0                |